# Ertuk Inak
Ertuk Inak fou governant de Khiva el 1741-1743.
A l'estiu del 1741 mentre Nadir Shah estava ocupat al Caucas, grups d'uzbeks, aralians i karakalpaks es van revoltar i van demanar ajut a Nurali, el fill d'Abu l-Khayr Khan dels Kazakhs. Nurali va anar al kanat amb soldats kazakhs i es va apoderar de Khivà matant al kan Tagir Khan. Ertuk i els rebels van proclamar a Nurali com a kan (més tard, el 1748, fou kan dels kazakhs). L'hivern del 1741 al 1742 fou extraordinàriament fred i Nadir no va prendre cap acció, fins i tot potser no es va assabentar de l'enderrocament fins a la primavera del 1742. Llavors hi va enviar un exèrcit; quan Nurali va saber que els perses marxaven cap a Khivà, va abandonar la ciutat i es va retirar a les estepes. Llavors Ertuk va quedar amb tot el poder. Impossibilitat de resistir als perses, es va presentar al comandant del cos expedicionari, Masrullah Mirza, a Merv, mostrant gran penediment i demanant el perdó. Nadir va concedir el perdó en consideració als 500 uzbeks lleials que l'havien ajudat, i va nomenar kan a Abu l-Muhammed Khan, fill d'Ilbars Khan III, que havia buscat la protecció persa quan els rebels i kazakhs van prendre el poder.
Ertuk fou nomenat primer ministre (Inak, per la qual cosa fou conegut com a Ertuk Inak), però el seu germà va haver d'unir-se a l'exèrcit persa, segurament com a ostatge garant de la fidelitat d'Ertuk. Fou assassinat en una revolta d'uzbeks i tonguts turcmans, segurament el 1743, juntament amb el kan.